# The Cinderella Man

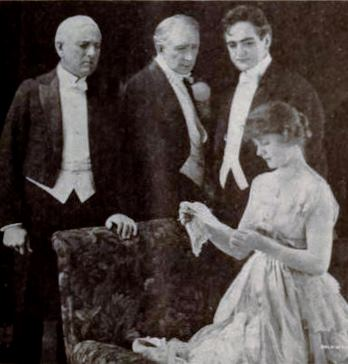
George Fawcett, Alec B. Francis, Tom Moore et Mae Marsh dans The Cinderella Man

The Cinderella Man est un film américain réalisé par George Loane Tucker et sorti en 1917.

## Fiche technique
- Réalisation : George Loane Tucker
- Scénario : d'après une pièce d'Edward Childs Carpenter
- Société de production : Goldwyn Pictures Corporation
- Image : George W. Hill
- Date de sortie : 16 décembre 1917

## Distribution
- Mae Marsh : Marjorie Caner
- Tom Moore : Anthony Quintard
- Alec B. Francis : Romney Evans
- George Fawcett : Morris Caner
- Louis R. Grisel : Primrose
- George Farren : William Sewall
- Elizabeth Arians : Mrs. Prune
- Mrs. J. Cogan : Celeste
- Dean Raymond : Dr. Thayer
- Harry Scarborough : Blodgett